# Додж, Джеймс Мейпс
Джеймс Мейпс Додж (англ. James Mapes Dodge; 30 июня 1852, Нью-Йорк (по другим данным — Уэверли, Нью-Джерси), США — 4 декабря 1915, Филадельфия, США) — американский инженер-механик, изобретатель, предприниматель и президент Американского общества инженеров-механиков в 1903—1904 годах. Президент компании Link-Belt и пионер применения научных методов управления.

## Биография
Родился в семье нью-йоркского адвоката Уильяма Доджа и детской писательницы и издательницы Мэри Мейпс Додж. Обучался в Нью-аркской академии, затем — в Корнеллском и Ратгерском университетах.
Проходил практику в кораблестроительной компании John Roach & Sons в Честере, штат Пенсильвания и в Нью-Йорке. В 1876 году совместно с Э. Т. Коуплендом учредил в Нью-Йорке компанию по производству шахтного оборудования. Через 2 года компания закрылась, а Додж перешёл на работу в Ewart Mfg. Company, расположенную в Чикаго, затем стал суперинтендантом компании Milleable Iron Company в Индианаполисе. В 1884 году создал в Филадельфии компанию Burr & Dodge, которая позднее объединилась с компанией Link-Belt, а Додж стал председателем совета директоров объединённой компании.
С 1892 года — пожизненный член совета директоров научно-технического музея «Институт Франклина», а с 1903 года — его вице-президент. В 1884 году вступил в Американское общество инженеров-механиков, в 1891—1894 годах был членом его совета директоров, с 1900 года — вице-президент, а с 1902 года — президент, в разное время — член многочисленных комиссий и комитетов общества. Первый президент общества, занимавшийся продвижением научного менеджмента. Автор более 200 патентов.
Возвращаясь с Панамо-Тихоокеанской международной выставки, которая проходила в 1915 году в Сан-Франциско, заболел пневмонией, от которой скончался 4 декабря 1915 года в пригороде Филадельфии Джермантауне.